# Wakenitzmauer

Die Lage der Wakenitzmauer (rot markiert)

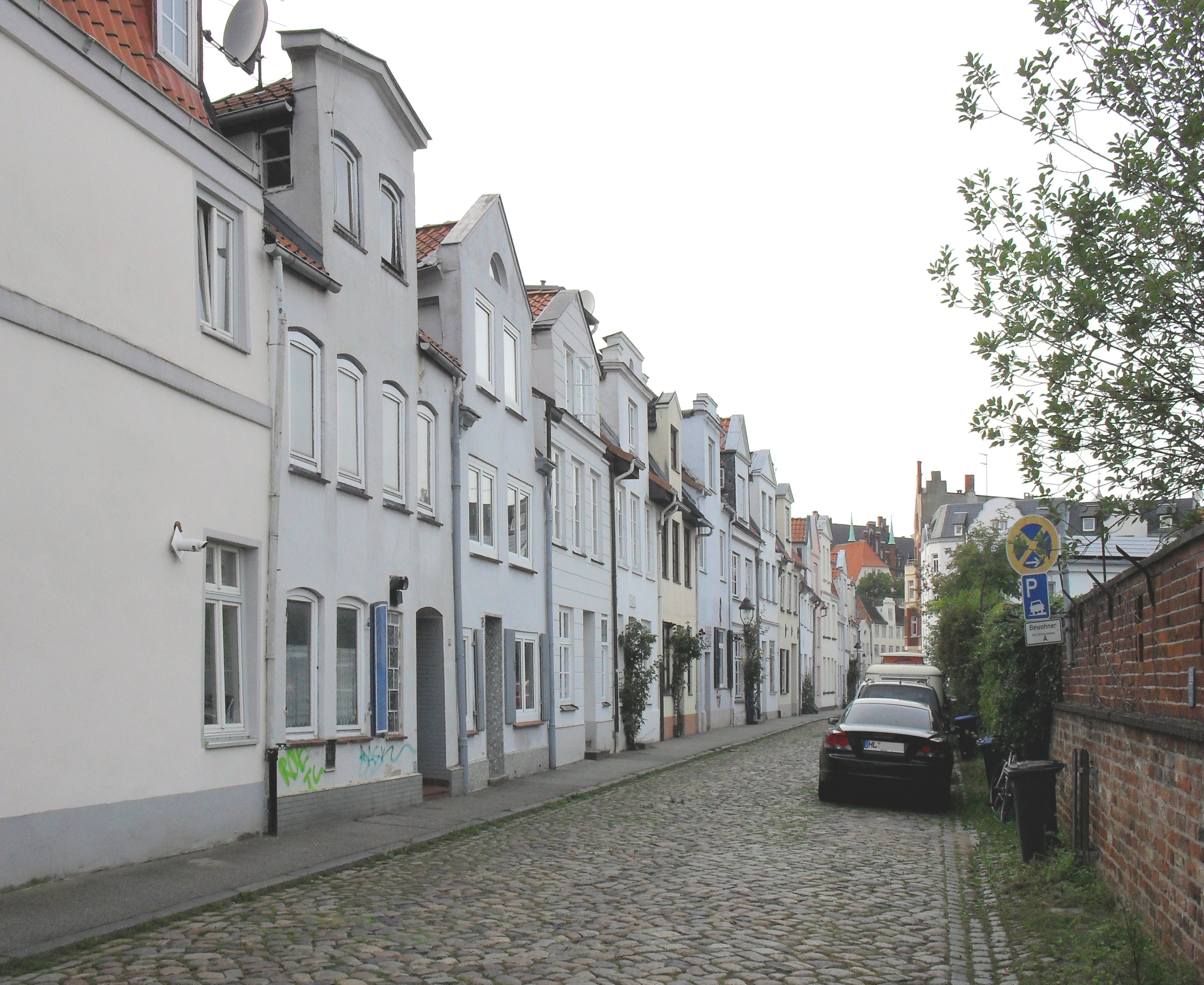
Die Wakenitzmauer nahe der Großen Gröpelgrube

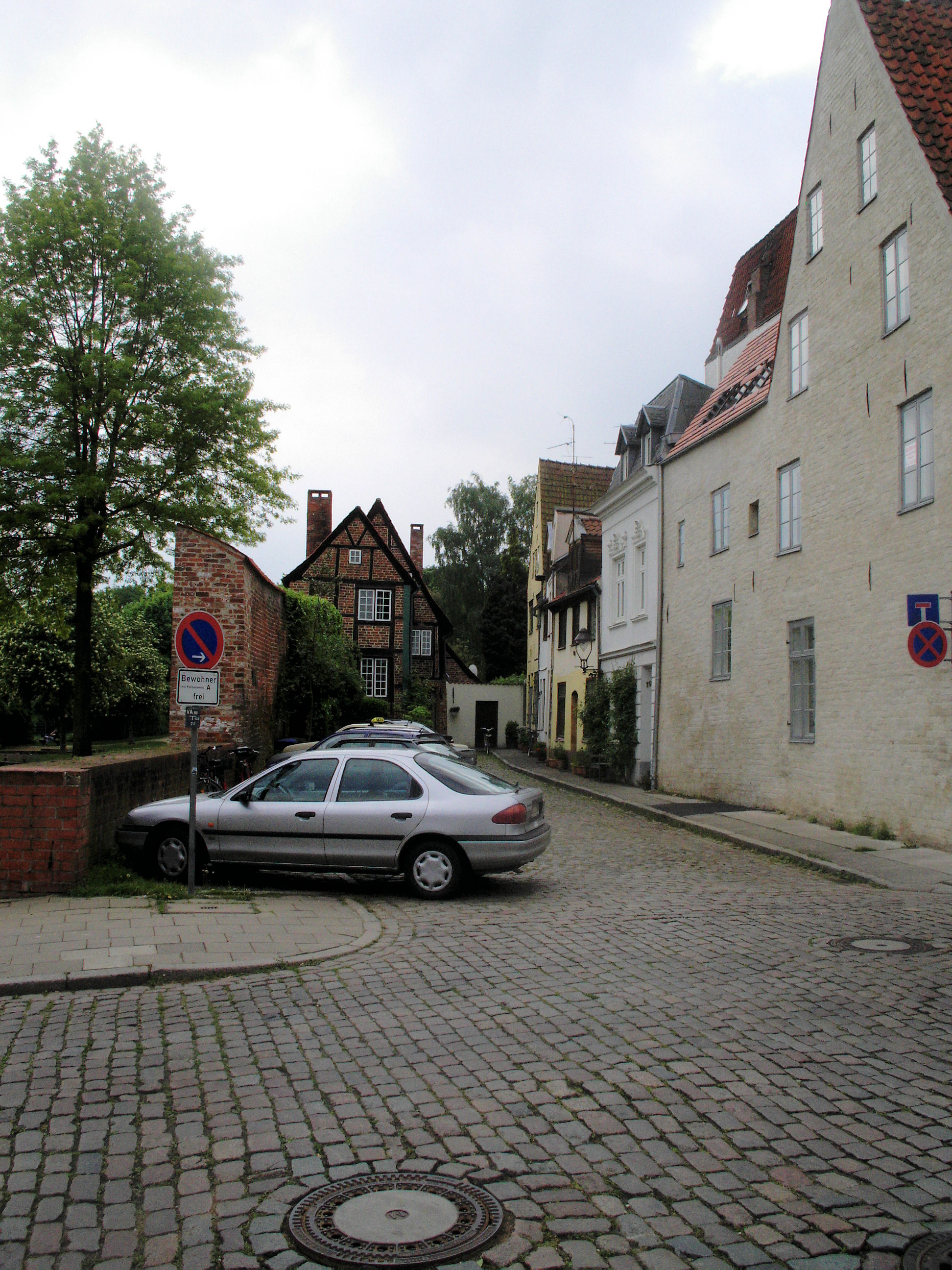
Das südliche Ende der Wakenitzmauer mit dem Überrest der Stadtmauer und dem denkmalgeschützten Fachwerkhaus Nr. 206

Die Wakenitzmauer ist eine Straße der Lübecker Altstadt.

## Lage
Die etwa 750 Meter lange Wakenitzmauer im nordöstlichen Teil der Altstadtinsel, dem Jakobi Quartier, beginnt am unteren Ende der Kaiserstraße, wo ein Tor in der mittelalterlichen Stadtmauer zum Ida-Boy-Ed-Garten führt. Sie führt südwärts, wobei sie den Verlauf der alten Stadtmauer nachvollzieht, die ihrerseits der Uferlinie der Wakenitz bis zum Bau des Elbe-Lübeck-Kanals 1896–1900 folgte.
In einer platzartigen Erweiterung treffen zunächst Kleine Gröpelgrube, Rosenstraße und Rosenpforte sternförmig auf die Wakenitzmauer, im weiteren Verlauf münden die Große Gröpelgrube und die Steinstraße von Westen kommend ein, dann wird die Wakenitzmauer nacheinander von Weitem Lohberg, Glockengießerstraße und Hundestraße gekreuzt, ehe sie als Sackgasse neben einem erhaltenen kurzen Teilstück der Stadtmauer stumpf vor einem Fachwerkhaus endet.

## Geschichte
Für lange Zeit wurde die Wakenitzmauer nicht als zusammengehörender Straßenzug betrachtet und trug dementsprechend auch keinen zusammenfassenden einheitlichen Namen, wenngleich Bei der Mauer und ähnliche Bezeichnungen als vage Oberbegriffe im Sprachgebrauch verwendet wurden.
- Das kurze Stück südlich der Hundestraße, das als Sackgasse heute das Ende der Straße bildet, hieß seit 1584 Im Sack.
- Der Abschnitt zwischen Hundestraße und Glockengießerstraße wurde als Rothbars Mauer bezeichnet.
- Die Strecke von der Glockengießerstraße bis zum Weiten Lohberg wird 1287 mit dem lateinischen Namen Nova civitas (Neue Stadt) urkundlich erwähnt. 1353 ist die Bezeichnung Nyenstrate (Neue Straße) verzeichnet, 1597 Up der Nienstat (Auf der Neustadt).
- Das Straßenstück zwischen Weitem Lohberg und Großer Gröpelgrupe wurde seit 1614 Schobandsmauer genannt, nach einem Ausdruck für den städtischen Abdecker, der hier seinen Wohnsitz hatte.
- Der kleine Platz am Zusammentreffen mit der Kleinen Gröpelgrube ist 1480 als By dem Rosenthorn (Beim Rosenturm) nach einem hier gelegenen Turm der Stadtbefestigung belegt.
- Das Teilstück bis zur Kaiserstraße trug im Laufe der Zeit zahlreiche Namen. Auf den Kaiserturm der Stadtmauer bezogen sich 1449 Apud murum inter plateam Rosae et turrim Caesaris (Bei der Mauer zwischen Rosenstraße und Kaiserturm), 1446 By dem Kaiserthorme und 1571 By der Kaisermuhren. Die hier ihr Handwerk ausübenden Hanfspinner und Seiler standen Pate für die Bezeichnungen Hempfspinnermuhren (1480), Hennespinnerstrate (1555) sowie By den Repermuren (1572). Der 1536 verzeichnete Name By der Schafferie nahm Bezug auf die Schafferei, das Wohnhaus des städtischen Schaffers, eines Verwaltungsbeamten.

1884 wurde der gesamte Straßenzug zusammengefasst und erhielt seinen bis heute gültigen Namen. 1903 wurde die Stadtmauer am Beginn der Wakenitzmauer mit einem Tor durchbrochen und die Straße in einem ansteigenden Bogen verlängert bis hinauf zur Burgtorbrücke. Seit 1952 zählt dieses kurze Teilstück nicht mehr zur Wakenitzmauer, sondern ist als Ida-Boy-Ed-Garten eine eigenständige Straße.
Die Wakenitzmauer verlief unmittelbar an der Innenseite der Stadtmauer; entsprechend wird nur die Westseite der Straße von historischen Häusern gesäumt, während sich auf der Ostseite Bauten jüngeren Datums befinden. Im Norden sind das Gebäude des frühen 20. Jahrhunderts, die nach 1903 auf dem früheren Schaffereigelände entstanden, nach Süden hin dann vorwiegend die Rückfronten von Gewerbebetrieben und Wohnbauten vom späten 19. Jahrhundert bis in die 1970er Jahre.

## Bauwerke
Unter Denkmalschutz stehen die Gebäude Nr. 1 (= Kanalstraße 2), 1a–9a, 2–6, 8–14, 16, 17, 22, 24–26, 27, 28/30, 29, 32/34, 36 (= Kleine Gröpelgrube 15), 38/40, 42 (= Rosenstraße (Lübeck) 1 und 3), 44–54, 56 und 58, 60, 62–70, 72 und 74, 76, 78, 80, 86, 88, 90, 96 und 98, 102, 104 und 106, 108, 114 (= Weiter Lohberg 20), 118, 130, 132 (Kattundrucker-Gang, Haus 5–8), 134–140, 142, 144 und 146, 150 und 152, 156 und 158, 160, 164/166 und 168–182, 184/186 und 192, 202, 204 und 206.

Fotos denkmalgeschützter Häuser der Wakenitzmauer
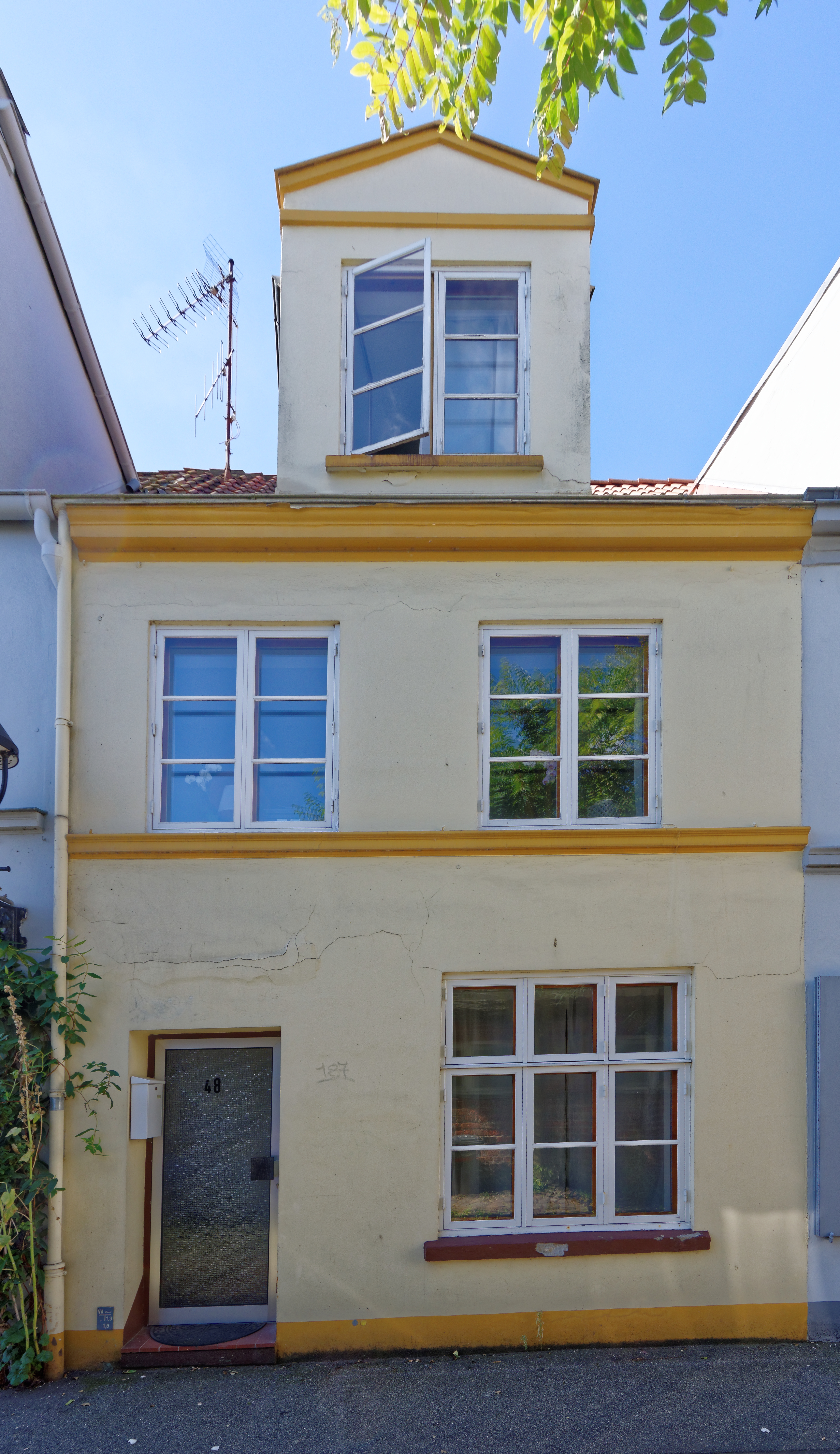
Nr. 48
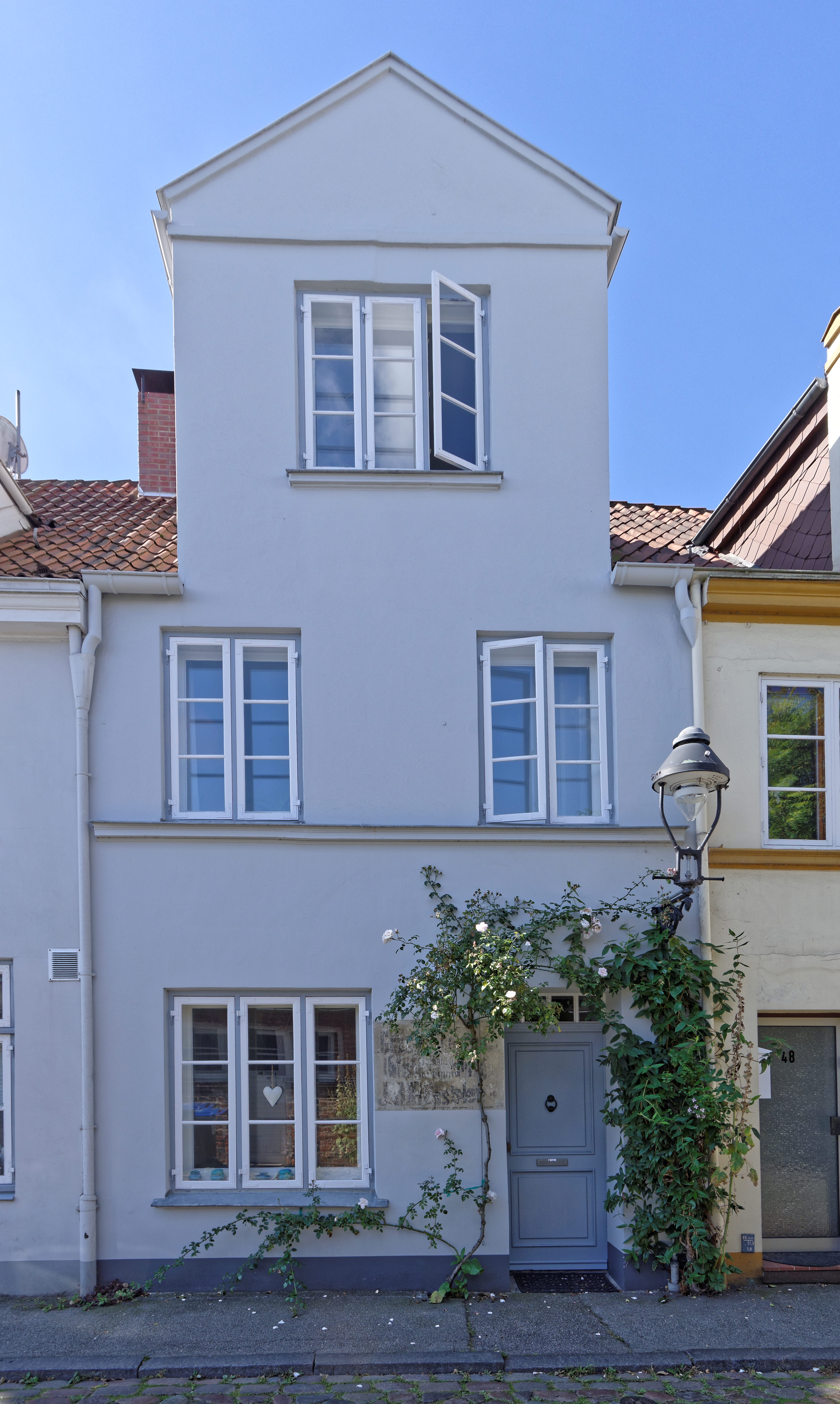
Nr. 52
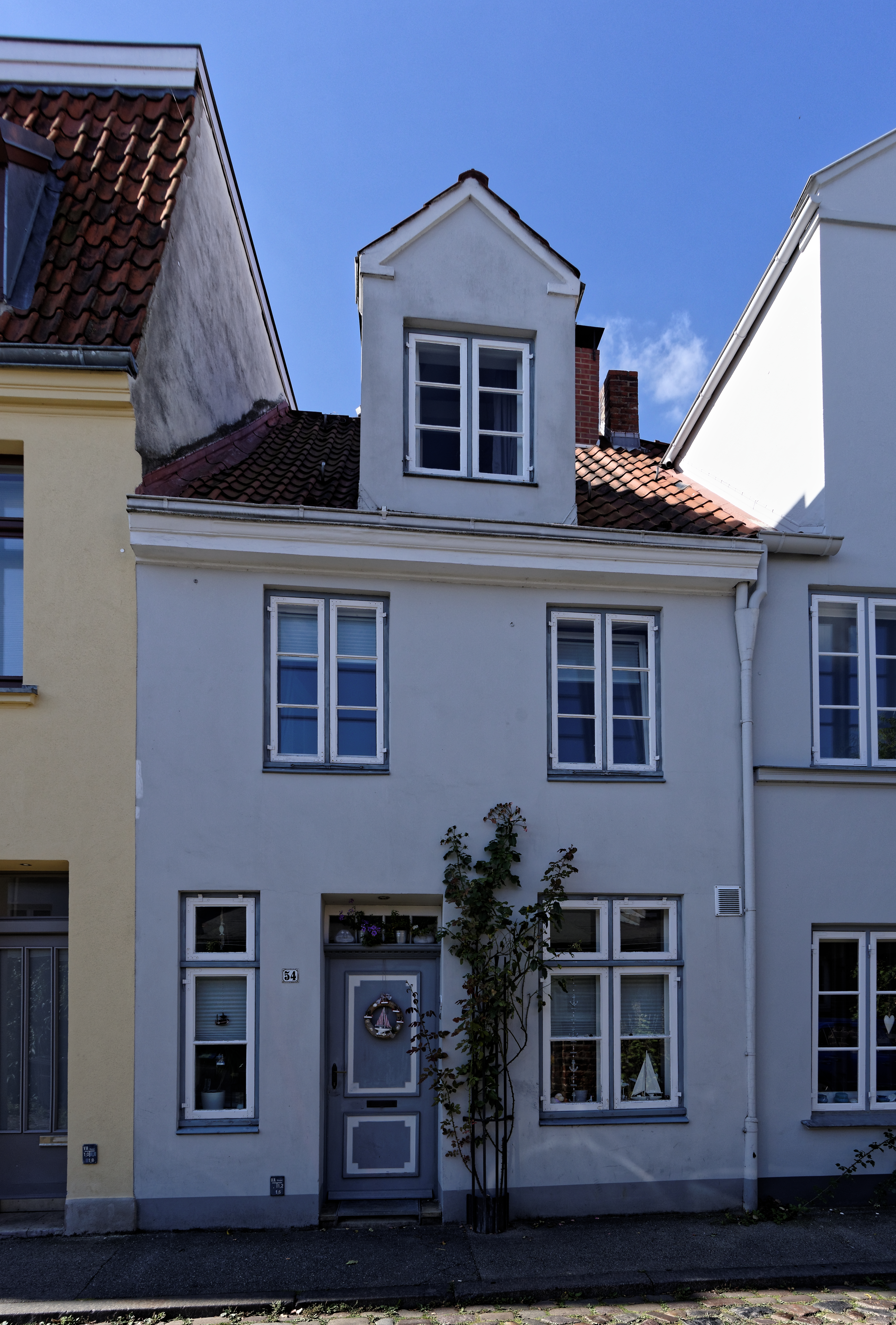
Nr. 54
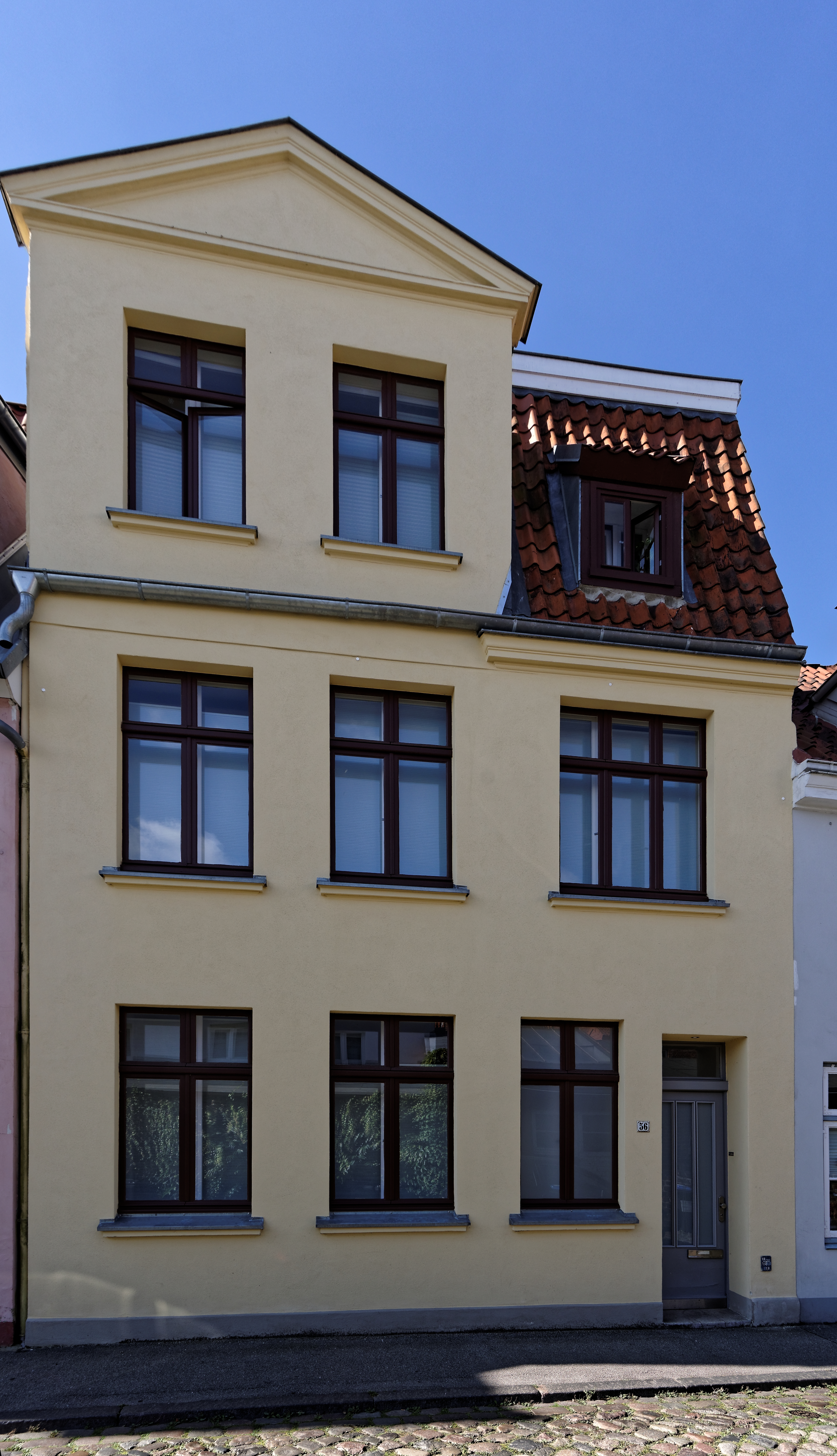
Nr. 56
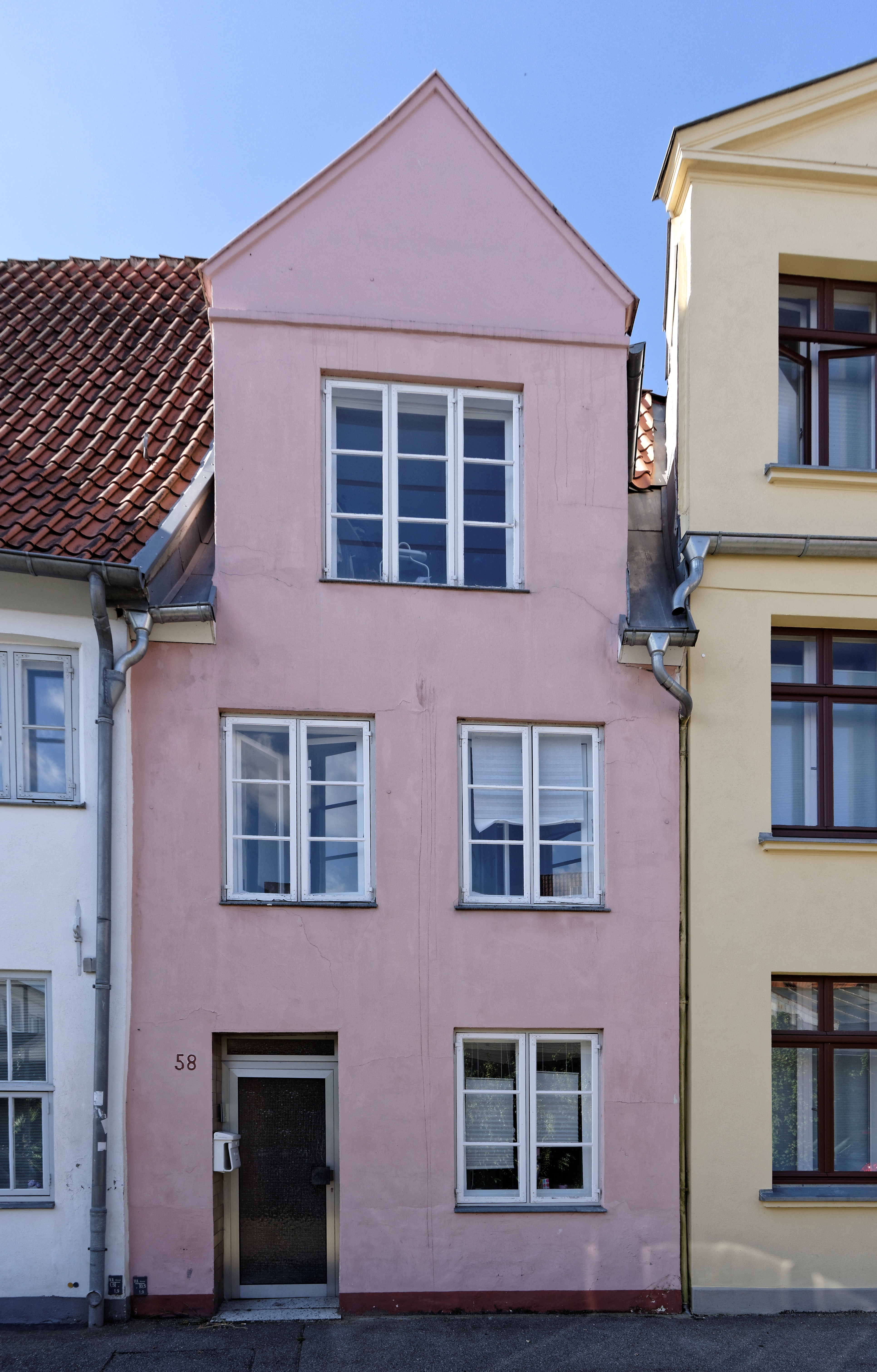
Nr. 58
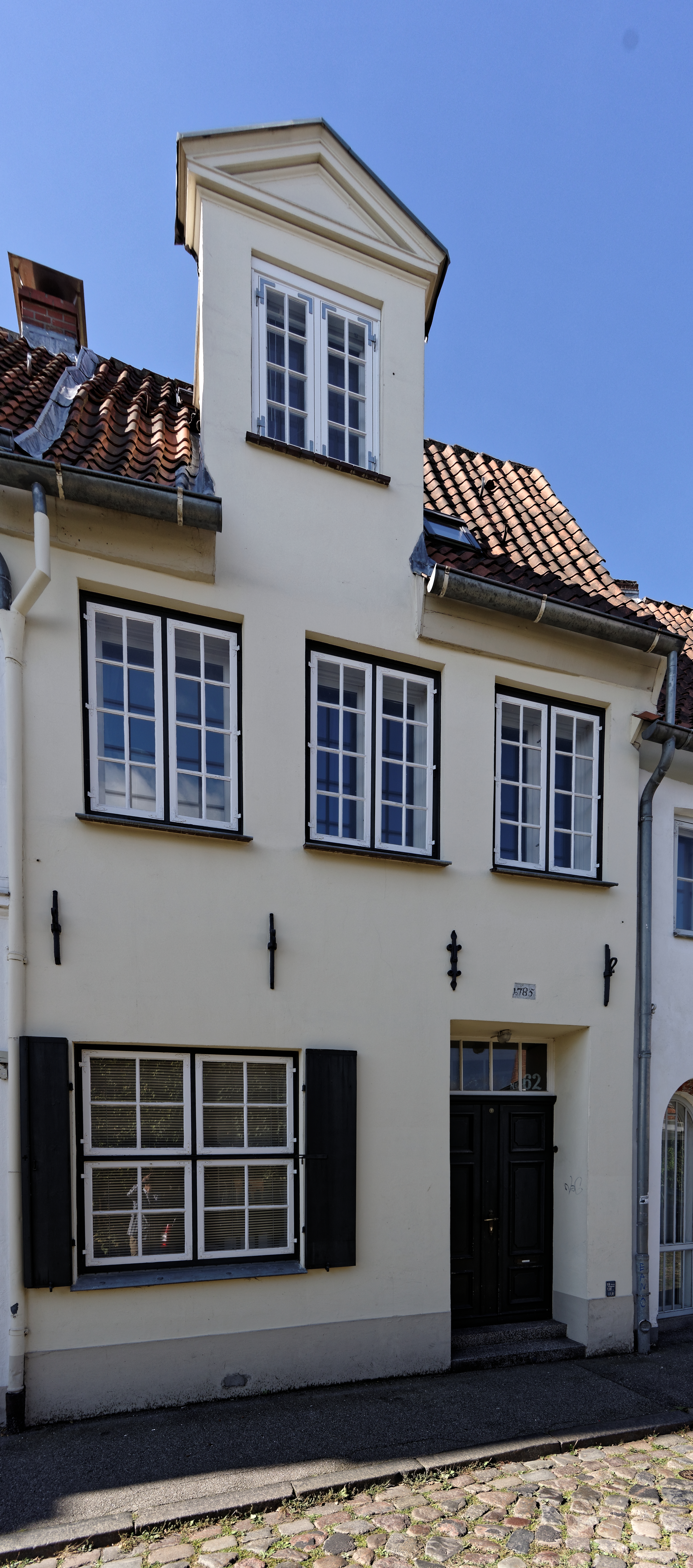
Nr. 62
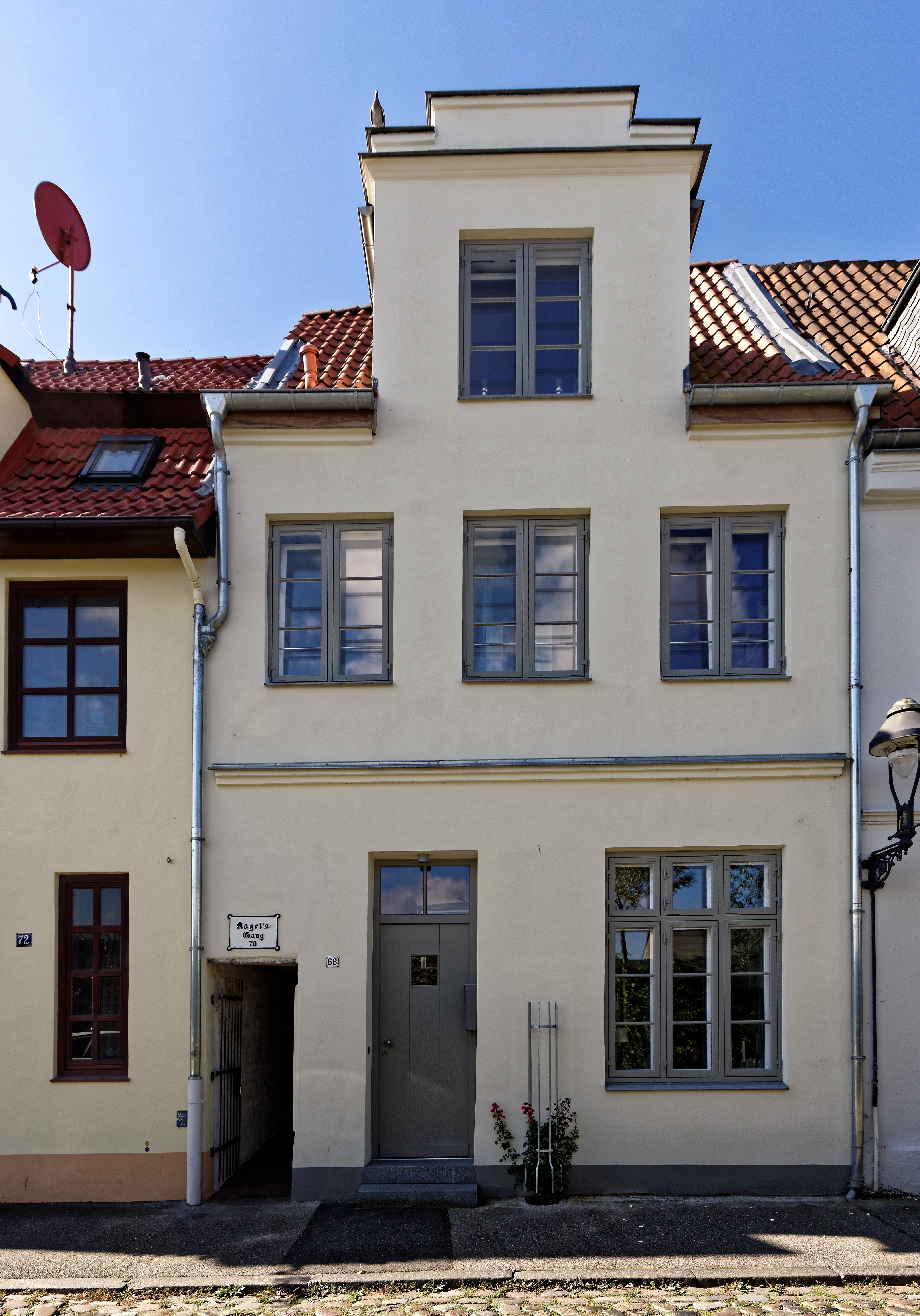
Nr. 68
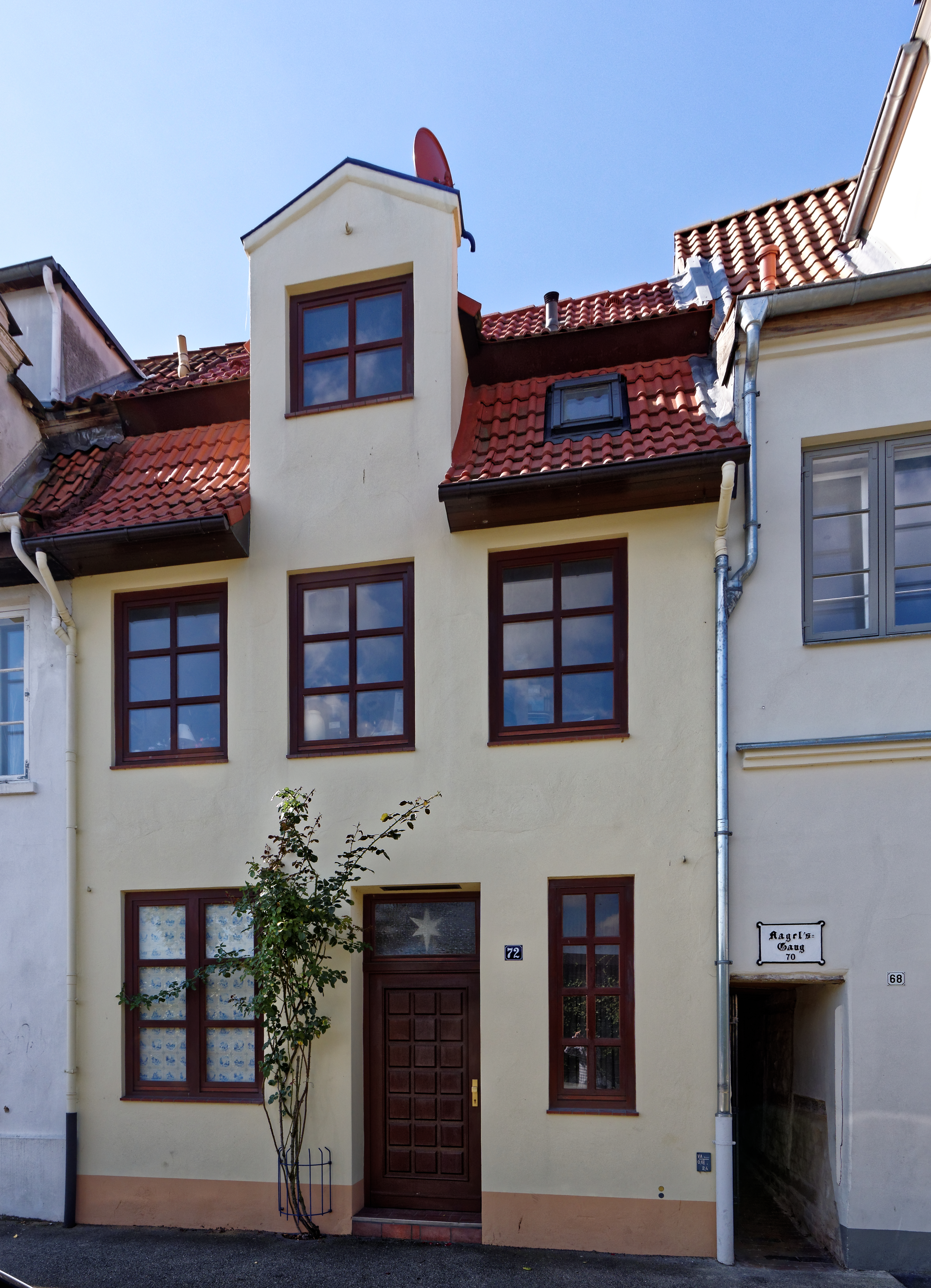
Nr. 72
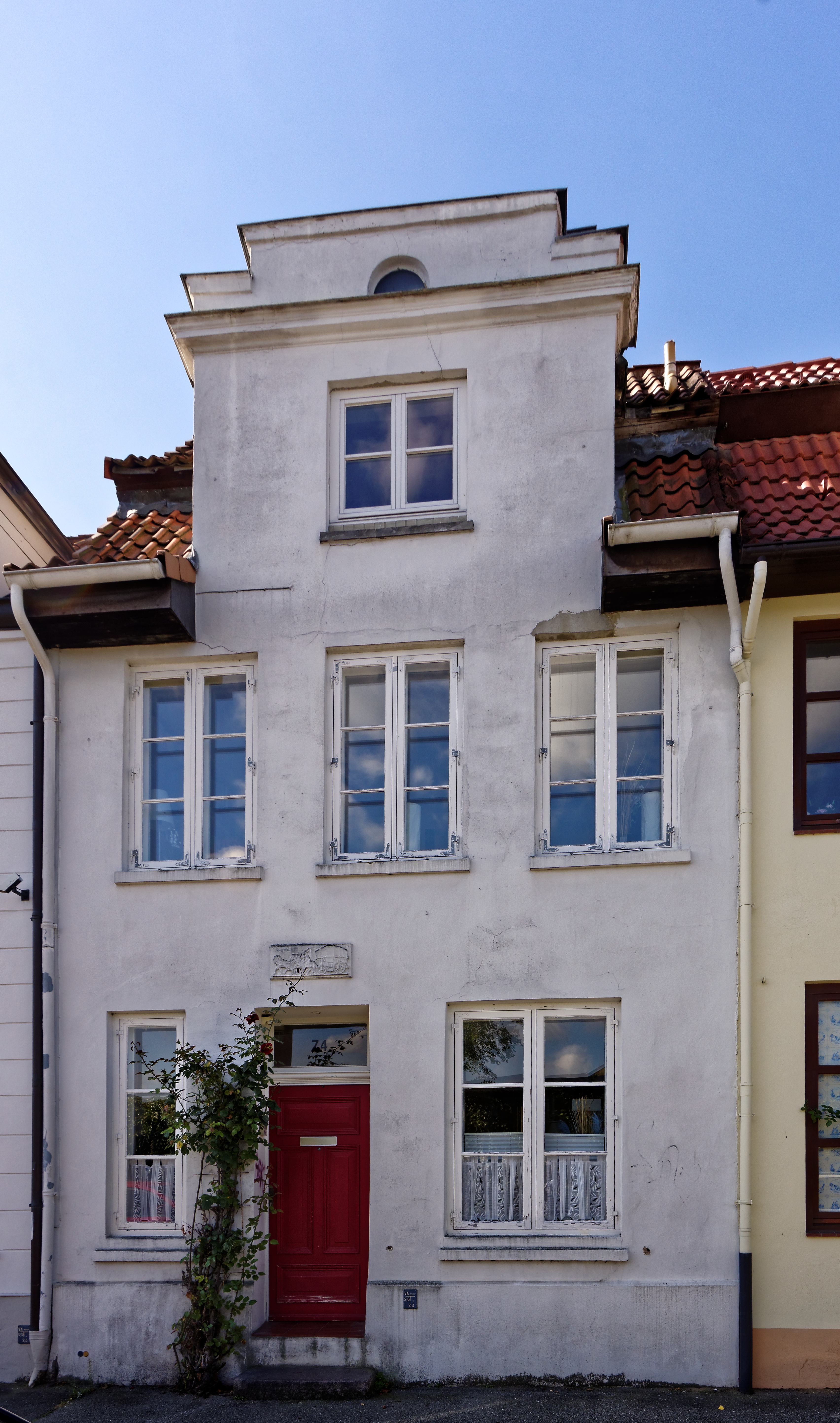
Nr. 74
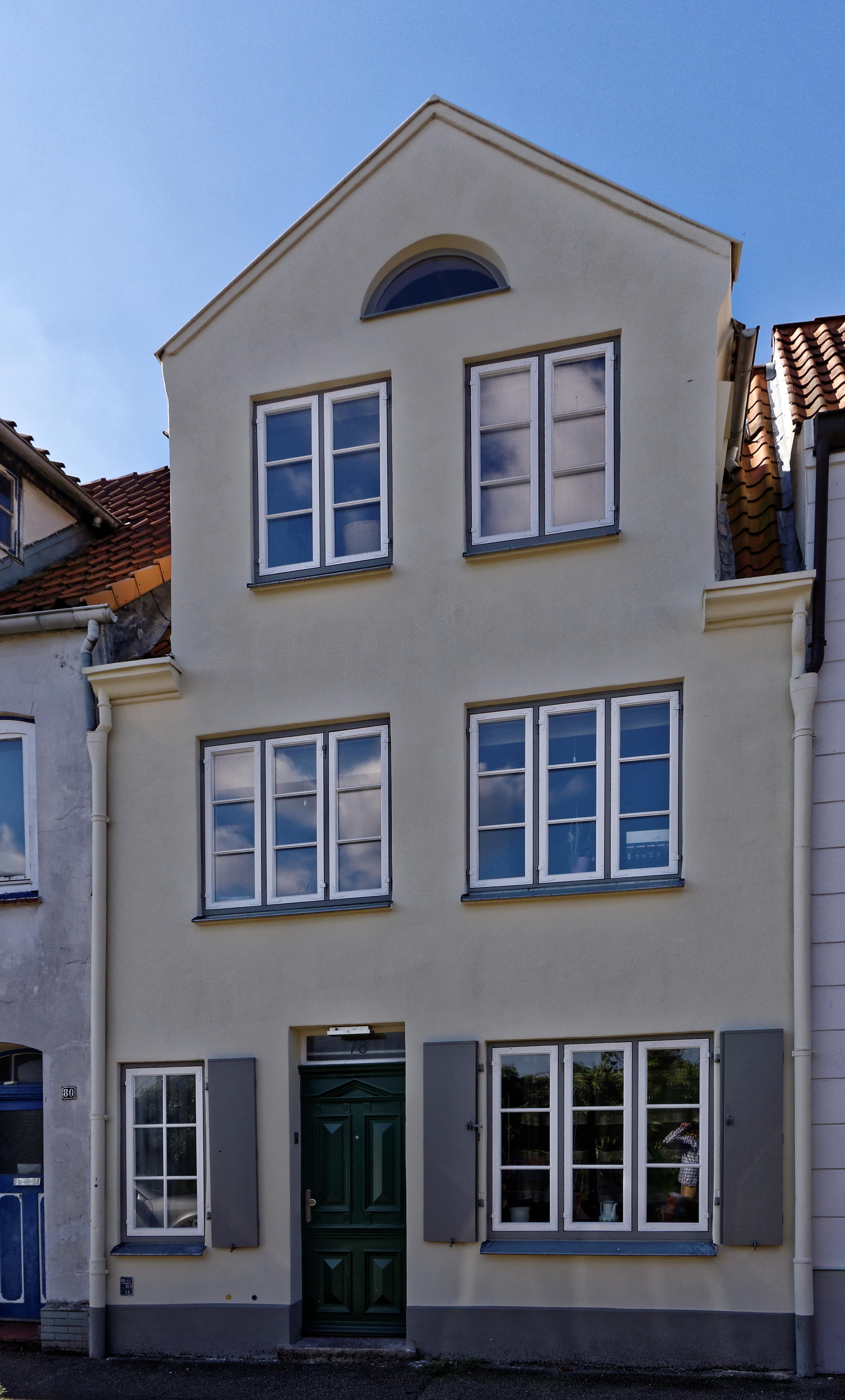
Nr. 78
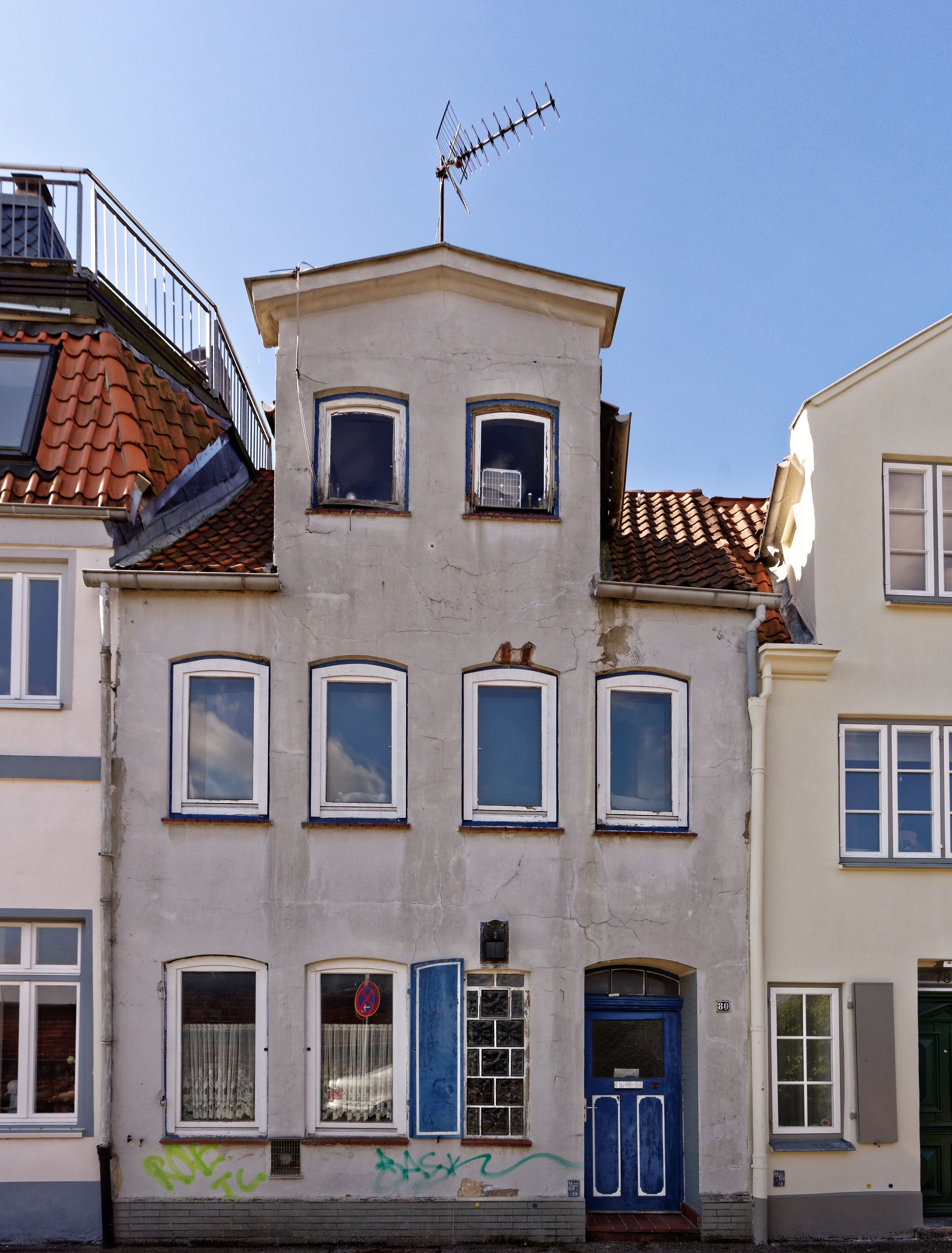
Nr. 80
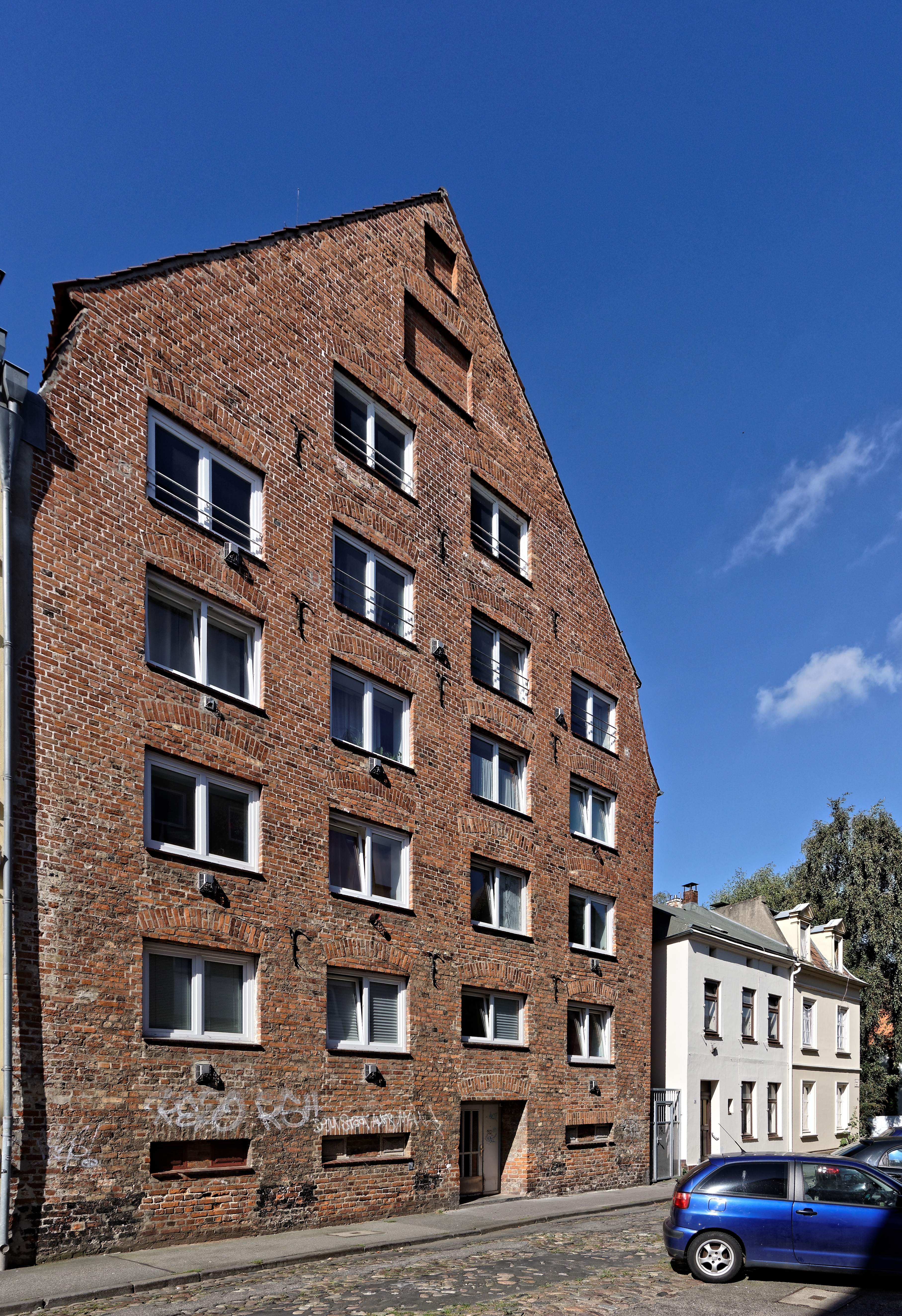
Nr. 118
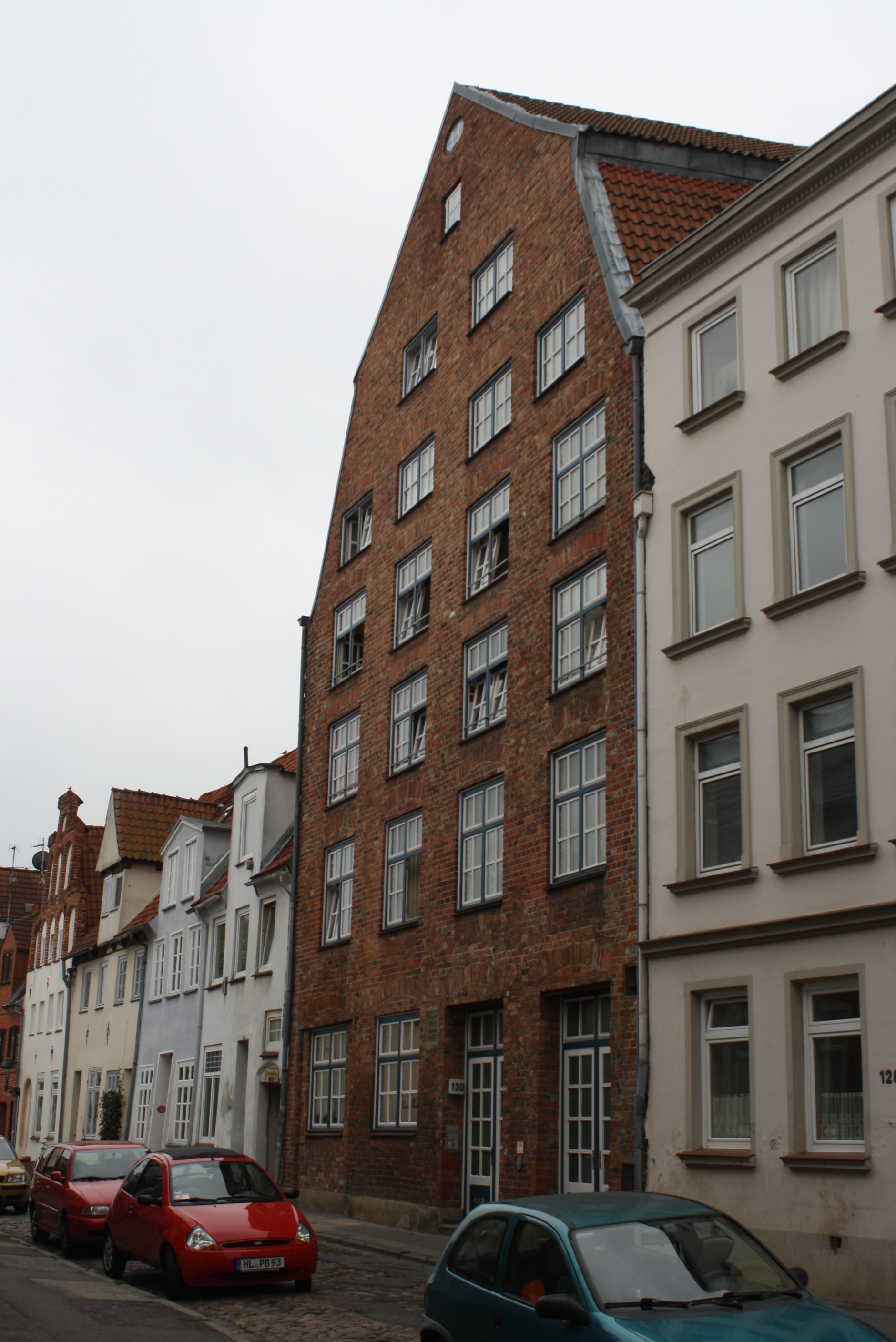
Nr. 130
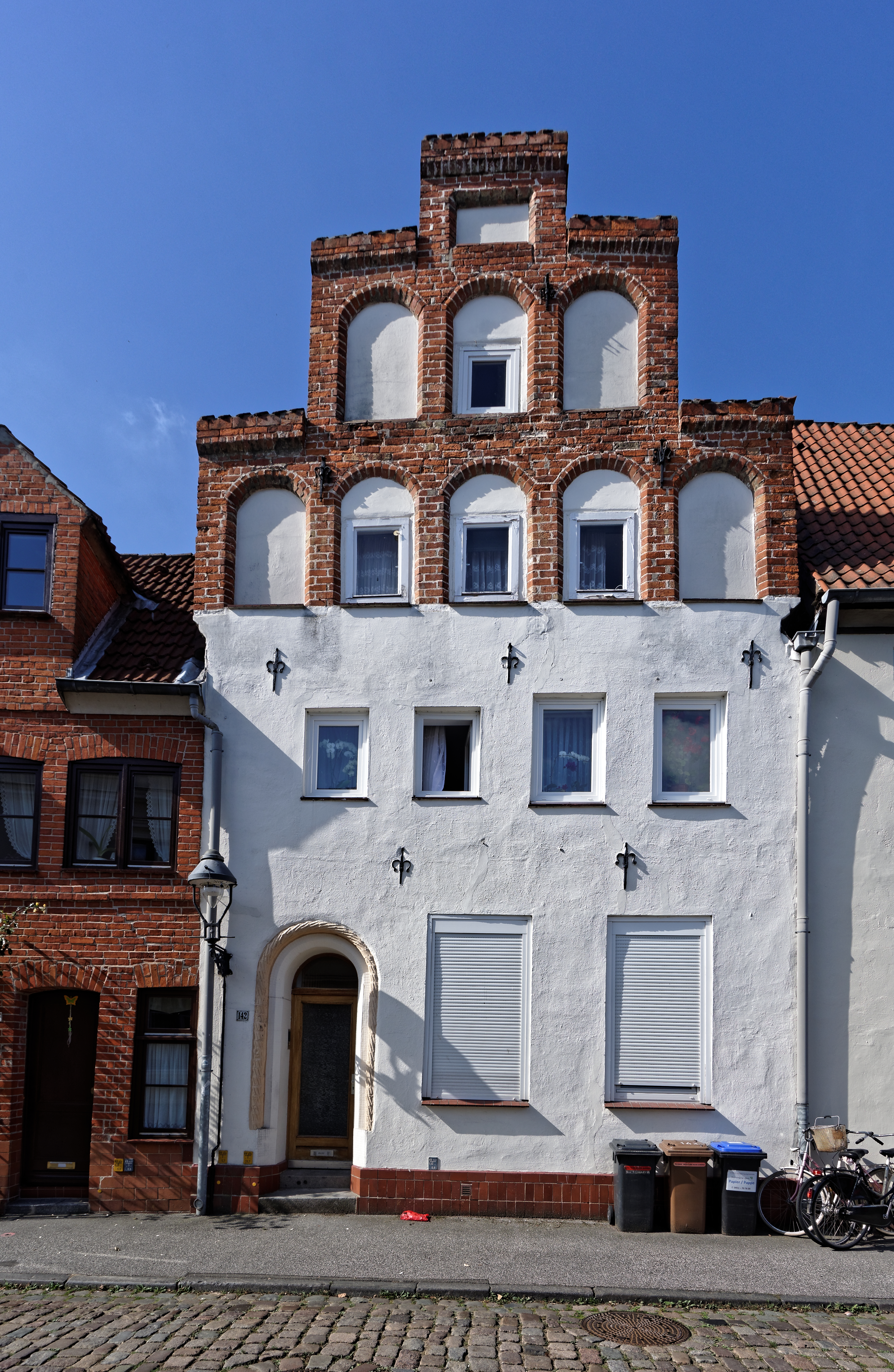
Nr. 142
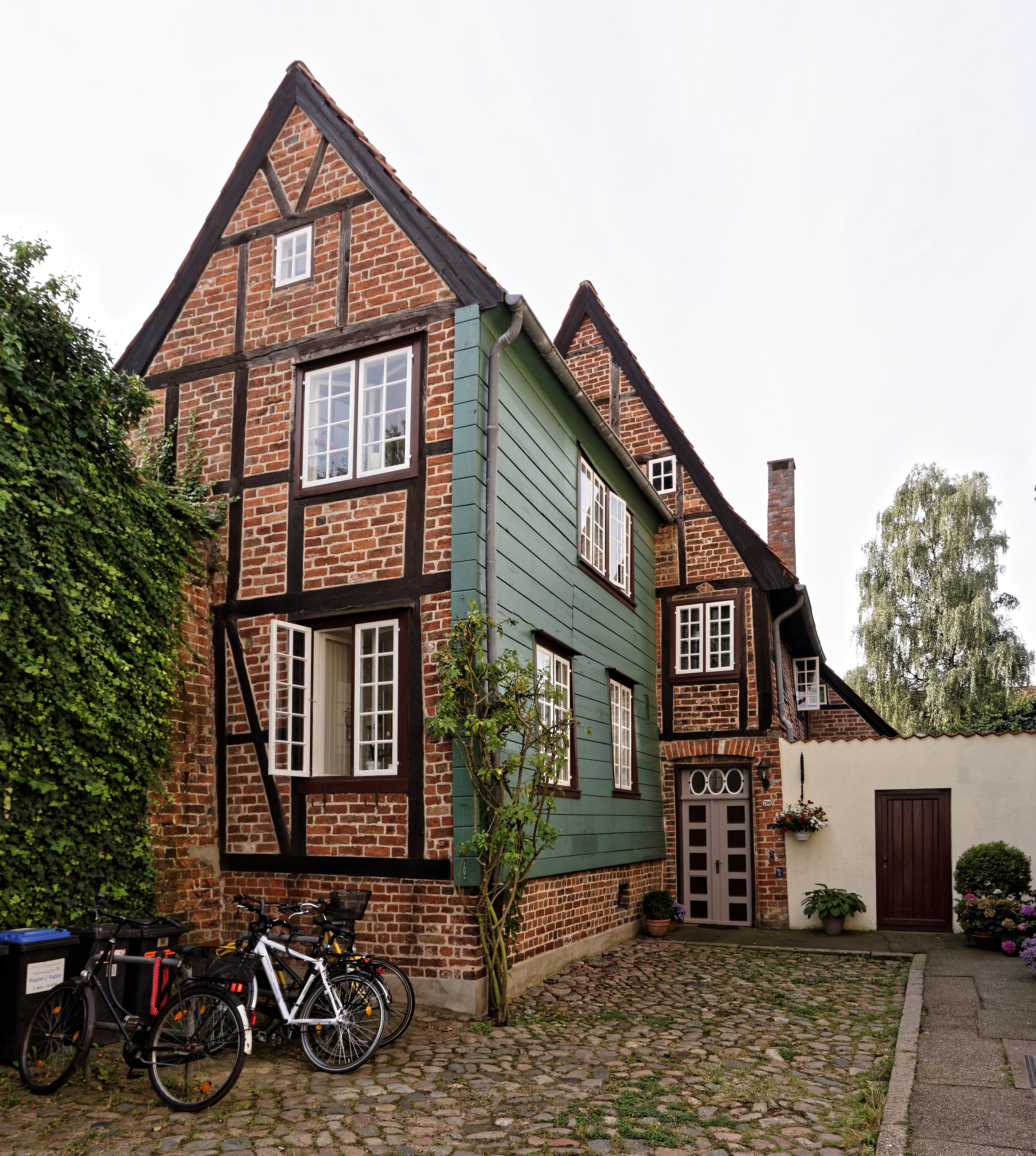
Nr. 206
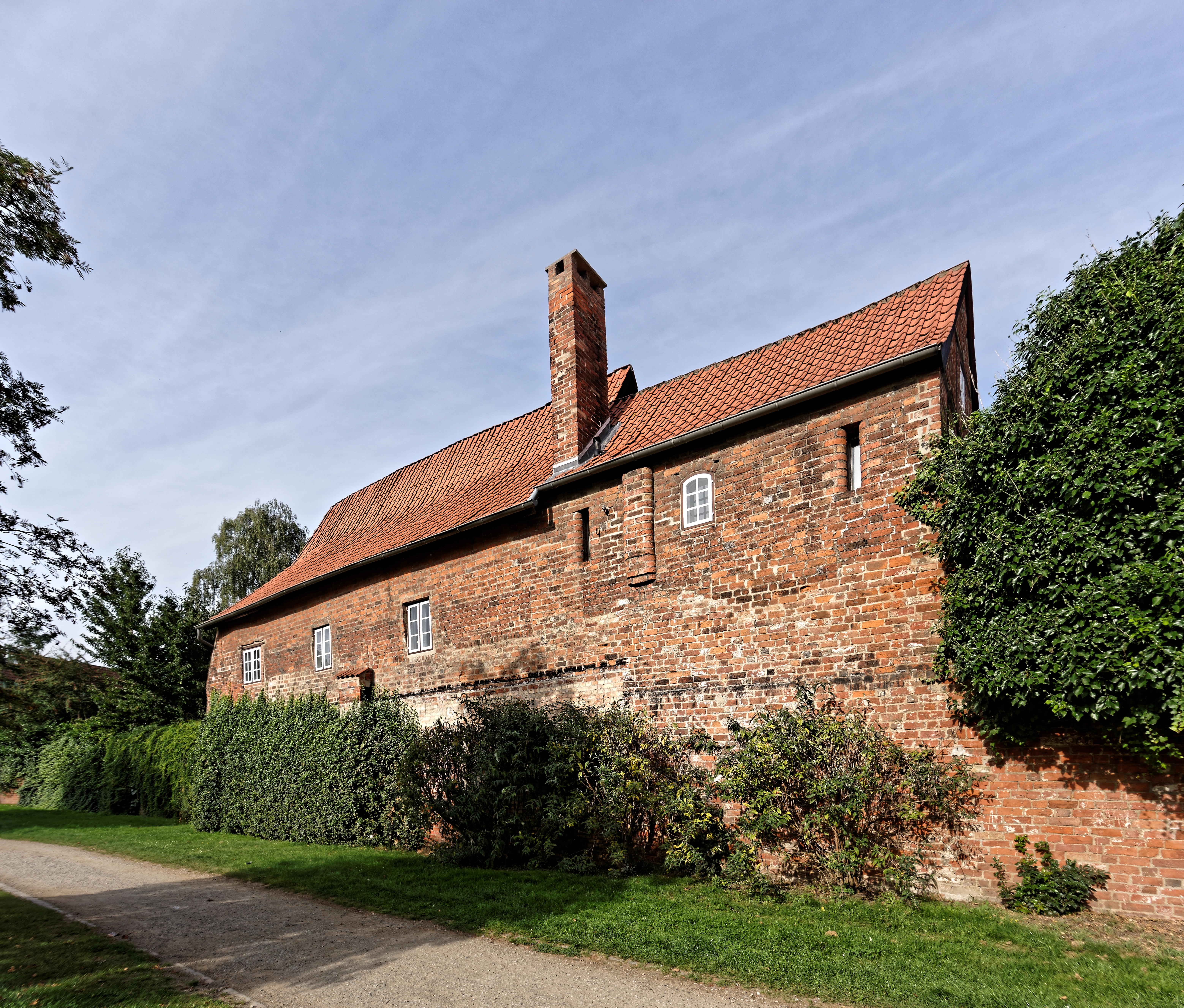
Nr. 206 stadtmauerseitig

Die historische Bebauung besteht größtenteils aus bescheidenen Kleinhäusern des 14. bis 19. Jahrhunderts, wobei zahlreiche Häuser nach 1800 klassizistische Fassaden erhielten.
- siehe auch Liste abgegangener Lübecker Bauwerke#Wakenitzmauer für nicht mehr vorhandene Bauwerke.

## Gänge und Höfe
Von der Wakenitzmauer gehen oder gingen folgende Lübecker Gänge und Höfe ab (nach Hausnummern):
- 24: Potzkys Gang (abgängig)
- 30: Pinciers Gang (abgängig)
- 34: Evers Gang (abgängig)
- 70: Nagels Gang (abgängig)
- 132: Kattundrucker Gang
- 164: Kleins Gang (abgängig)
- 170: Hartogs Torweg (abgängig)
- 184: Homanns Gang (abgängig)